# 迪拉娜·迪里夏提
迪拉娜·迪里夏提（維吾爾語：دىلانا دىلشات‎，1997年1月7日—）為中國女子籃球運動員，出生於新疆乌鲁木齐，來自軍人家庭，父親曾是籃球運動員，10歲時迪拉娜到廣東接受籃球訓練，2014年擔任南京青奧會中國代表團掌旗官。

## 外部連結
- 迪拉娜·迪里夏提在fiba.basketball（英语）
- 迪拉娜·迪里夏提在archive.fiba.com（archived）（英语）
- 迪拉娜·迪里夏提在fiba3x3.com（英语）
- 迪拉娜·迪里夏提在Eurobasket.com（球員）（英语）